# Arly
De Arly is een 34,5 kilometer lange rivier in de Franse Alpen. Hij wordt gevormd in de gemeente Megève op een hoogte van 1080 meter door de samenvloeiing van de beken Planay en Glapet. De rivier stroomt in zuidwestelijke richting en mondt uit in de Isère in Albertville.
De Arly stroomt door de volgende plaatsen:
- Megève
- Praz-sur-Arly
- Flumet
- Saint-Nicolas-la-Chapelle
- Crest-Voland
- Cohennoz
- Ugine
- Marthod
- Albertville

- Bibliothèque nationale de France: cb14489957p (data)
- Virtual International Authority File: 14144648180911325197